# Henrik Dombrowski
Jan Henrik Dombrowski (poljsko Jan Henryk Dąbrowski), poljski general in vojaški zgodovinar, * 2. ali 29. avgust 1755 Pierzchowec, Poljska, † 6. junij 1818, Winnogórze, Poljska.

## Življenjepis
V zgodovino se je vpisal tudi posredno, z Mazurko Dombrowskega, ki jo je leta 1797 zložil Józef Wybicki in posvetil njemu; danes je državna himna Poljske.